# Puerto Madryn
Puerto Madryn je město v argentinské provincii Chubut, hlavní město departmentu Biedma. Město bylo založeno 28. července 1865 velšskými přistěhovalci. Svůj název dostalo podle sídla Madryn Love Jonese-Parryho ve Walesu. V roce 2012 zde žilo 73 612 obyvatel. Město je sídlem sportovního klubu Deportivo Madryn.